# Cung Duệ Vương hậu
Cung Duệ Vương hậu Nhâm thị (공예왕후 임씨; 7 tháng 9 năm 1109 – 1183), là Vương hậu của Cao Ly Nhân Tông, vị vua thứ 17 của nhà Cao Ly. Bà là mẹ của 3 vị vương tử người trở thành vua Cao Ly, Nghị Tông, Minh Tông và Thần Tông.

## Thân thế
Nhâm thị là con gái của Trung thư lệnh Nhâm Nguyên Hậu và Thần Hàn Quốc đại phu nhân Lý thị. Năm 17 tuổi, bà nhập cung, được phong Diên Đức Cung chủ (延德宮主). Hai năm sau bà được phong vị Vương hậu.
Năm 1146, Cao Ly Nhân Tông băng hà, Nghị Tông kế vị tôn phong bà làm Vương thái hậu. Nghị Tông thường say rượu, thường xúc phạm các võ quan nên vào năm 1170, các binh tướng là Trịnh Trọng Phu (郑仲夫), Lý Nghĩa Phương (李義方), Lý Cao (李高) đã phế truất ông. Ba năm sau Nghị Tông bị đầu độc, người con trai duy nhất của ông, Hiếu Linh Thái tử Vương Kỳ cũng bị lưu đày, không rõ kết cục.
Vương Hạo là vương tử thứ ba của Nhân Tông và Nhâm Thái hậu, được đưa lên ngôi, tức Cao Ly Minh Tông. Vương tử thứ hai là Đại Ninh hầu Vương Cảnh, vốn đã được Thái hậu chọn lên ngôi, nhưng ông đã bị ám sát bởi Trịnh Trọng Phu vì sợ mối nguy họa về sau.
Nhâm Thái hậu qua đời vào năm Minh Tông thứ 30 (1183), táng tại Thuần lăng (純陵), truy thụy là Cung Duệ Vương hậu (恭睿王后).

## Gia đình
- Cha: Nhâm Nguyên Hậu (임원후; 1089 – 1156).
- Mẹ: Thần Hàn Quốc đại phu nhân họ Lý.
- Phu quân: Cao Ly Nhân Tông Vương Khải (고려 예종 왕해).
- Con cái:

1. Cao Ly Nghị Tông Vương Hiện (고려 의종 왕현; 1127-1173).
2. Đại Ninh hầu Vương Cảnh (대령후 왕경; 1130 – ?), bị Trịnh Trọng Phu sát hại.
3. Cao Ly Minh Tông Vương Hạo (고려 명종 왕호; 1131 – 1202).
4. Nguyên Kính quốc sư Vương Huyền Hy (원경국사; ? – 1183), xuất gia.
5. Cao Ly Thần Tông Vương Trác (고려 신종 왕탁; 1144 – 1204).
6. Thừa Khánh Công chúa (승경궁주; ? – 1158), lấy Cung Hóa hầu Vương Anh, chắt nội Văn Tông.
7. Đức Ninh Công chúa (덕녕궁주; ? – 1192), lấy Giang Mục công Vương Giam, cháu nội Túc Tông.
8. Xương Lạc Công chúa (창락궁주; ? – 1216), lấy em họ Tín An hầu Vương Thành (cháu nội Duệ Tông), sinh Nguyên Đức Vương hậu, vương hậu của Cao Ly Khang Tông.
9. Vĩnh Hòa Công chúa (영화궁주; 1141 – 1208), lấy Thiệu Thành hầu Vương Củng.